# César Miño
César Eduardo Miño Amarilla (San Lorenzo, 31 maggio 2007) è un calciatore paraguaiano, attaccante del Guaraní.

## Caratteristiche tecniche
Di ruolo attaccante, agisce prevalentemente da numero 10 alle spalle di un centravanti.

## Carriera

### Club
Miño è cresciuto nel settore giovanile del Guaraní ed ha debuttato in prima squadra il 17 luglio 2022, e 15 anni da poco compiuti, nell'incontro perso 2-0 contro l'Olimpia. Il 6 novembre 2023 ha segnato il suo primo gol nel successo per 2-0 contro il General Caballero (JLM).

### Nazionale
Nel 2023 ha partecipato con il Paraguay Under-17 al campionato sudamericano di categoria, dove ha giocato 9 incontri e realizzato 3 reti.
Nel 2025 ha giocato 6 partite (senza mai segnare) nel campionato sudamericano Under-20.

## Statistiche

### Presenze e reti nei club
Statistiche aggiornate al 30 aprile 2024.
| Stagione        | Squadra         | Campionato      | Campionato | Campionato | Coppe nazionali | Coppe nazionali | Coppe nazionali | Coppe continentali | Coppe continentali | Coppe continentali | Altre coppe | Altre coppe | Altre coppe | Totale | Totale | Totale |
| Stagione        | Squadra         | Comp            | Pres       | Reti       | Comp            | Pres            | Reti            | Comp               | Pres               | Reti               | Comp        | Pres        | Reti        | Pres   | Reti   |        |
| --------------- | --------------- | --------------- | ---------- | ---------- | --------------- | --------------- | --------------- | ------------------ | ------------------ | ------------------ | ----------- | ----------- | ----------- | ------ | ------ | ------ |
| 2022            | Guaraní         | PD              | 8          | 0          |                 | -               | -               |                    | -                  | -                  |             | -           | -           | 8      | 0      |        |
| 2023            | Guaraní         | PD              | 13         | 2          | CP              | 1               | 0               | CS                 | 0                  | 0                  |             | -           | -           | 14     | 2      |        |
| 2024            | Guaraní         | PD              | 8          | 0          |                 | -               | -               | CS                 | 1                  | 0                  |             | -           | -           | 9      | 0      |        |
| Totale carriera | Totale carriera | Totale carriera | 29         | 2          |                 | 1               | 0               |                    | 1                  | 0                  |             | -           | -           | 31     | 2      |        |